# Ctenophthalmus andorrensis
Ctenophthalmus andorrensis är en loppart som beskrevs av Smit 1960. Ctenophthalmus andorrensis ingår i släktet Ctenophthalmus och familjen mullvadsloppor.

## Underarter
Arten delas in i följande underarter:
- C. a. andorrensis
- C. a. catalaniensis
- C. a. veletensis